# Ringaren i Notre Dame (TV-film, 1997)
För andra betydelser, se Ringaren i Notre Dame (olika betydelser).
Ringaren i Notre Dame (originaltitel: The Hunchback) är en amerikansk TV-film från 1997, regisserad av Peter Medak. TV-filmen är baserad på Victor Hugos roman med samma titel och den filmades i Budapest, Prag och Rouen Saint-Maritime.

## Rollista (i urval)
- Quasimodo – Mandy Patinkin
- Dom Frollo – Richard Harris
- Esmeralda – Salma Hayek
- Gringoire – Edward Atterton
- Kung Ludvig – Nigel Terry
- Phoebus – Benedick Blythe